# Heima
Pour plus de détails, voir Fiche technique et Distribution.
Heima (« à la maison » en islandais) est un film musical retraçant la série de concerts gratuits donnée par le groupe Sigur Rós en Islande durant l'été 2006.

## Synopsis
Après une tournée mondiale épuisante, le groupe envisagea un "retour aux sources" et décida d'offrir gratuitement une série de concerts à la population islandaise en gage de "remerciement" ("giving back" furent leurs mots).
Le film retrace leur parcours lors de cette tournée de 15 concerts autour de leur pays natal, alternant scènes conséquentes et prestations en pleine nature (avec ou sans public). Le groupe fut accompagné du réalisateur Dean DeBlois et de son équipe.
Le montage, tantôt calme, tantôt plus agressif, voyage entre les prestations, les paysages islandais et les interviews/anecdotes des membres du groupe.

## Fiche technique
- Titre : Heima
- Réalisation : Dean DeBlois
- Photo : Alan Calzatti, Guđmundur Magni Ágústsson
- Son : Birgir Jón Birgisson, Ken Thomas
- Musique : Sigur Rós
- Producteur : John Best, Dean O'Connor
- Distribution : EMI
- Pays d'origine : Islande
- Langue : Interventions : Anglais et islandais - Morceaux : Vonlenska et islandais
- Format : Couleur 16/9
- Genre : Documentaire musical
- Durée : 97 min.
- Dates de sortie : 
  - 27 septembre 2007 en projection
  - 5 novembre 2007 en DVD
  - 20 novembre 2007 en DVD en Amérique du nord
  - 27 mai 2011 en téléchargement

## Liste des morceaux
| Heima | Heima                                                        | Heima         | Heima | Heima | Heima | Heima | Heima | Heima | Heima |
| No    | Titre                                                        | Lieu          | Durée |       |       |       |       |       |       |
| ----- | ------------------------------------------------------------ | ------------- | ----- | ----- | ----- | ----- | ----- | ----- | ----- |
| 1.    | Titles / Intro                                               |               | 3:15  |       |       |       |       |       |       |
| 2.    | Glósóli                                                      | à Ólafsvík    | 7:32  |       |       |       |       |       |       |
| 3.    | Sé lest                                                      | à Ísafjörður  | 9:38  |       |       |       |       |       |       |
| 4.    | Ágætis byrjun                                                |               | 7:27  |       |       |       |       |       |       |
| 5.    | Heysátan                                                     | à Selardalur  | 4:52  |       |       |       |       |       |       |
| 6.    | Olsen olsen                                                  | à Öxnadalur   | 6:03  |       |       |       |       |       |       |
| 7.    | Von                                                          |               | 9:30  |       |       |       |       |       |       |
| 8.    | Gítardjamm                                                   | à Djúpavík    | 7:43  |       |       |       |       |       |       |
| 9.    | Vaka (sans titre 1)                                          | à Kárahnjúkar | 5:32  |       |       |       |       |       |       |
| 10.   | A ferd til breidafjardar vorið 1922 (avec Steindór Andersen) |               | 6:05  |       |       |       |       |       |       |
| 11.   | Starálfur                                                    |               | 6:16  |       |       |       |       |       |       |
| 12.   | Hoppípolla                                                   | à Ásbyrgi     | 5:05  |       |       |       |       |       |       |
| 13.   | Popplagið (sans titre 8)                                     | à Reykjavik   | 13:03 |       |       |       |       |       |       |
| 14.   | Samskeyti (sans titre 3) / Crédits                           |               | 5:07  |       |       |       |       |       |       |
| 97:14 |                                                              |               |       |       |       |       |       |       |       |

Performances et Extras comprenant les prestations complètes des chansons de Heima avec quelques pistes bonus
| N°  | Chapitre | Titre                                                                | Informations                      | Durée         |
| --- | -------- | -------------------------------------------------------------------- | --------------------------------- | ------------- |
| 1.  | 1.       | Glósóli                                                              | performance à Ólafsvík            | 9:19          |
| 2.  | 17.      | Memories of melodies (extra)                                         | interlude à Bíldudalur            | 4:22          |
| 3.  | 2.       | Heysátan                                                             | performance à Selardalur          | 5:09          |
| 4.  | 3.       | Sé lest                                                              | performance à Ísafjörður          | 11:29         |
| 5.  | 4.       | Gítardjamm                                                           | performance à Djúpavík            | 5:32          |
| 6.  | 5.       | Olsen olsen                                                          | performance à Háls                | 8:24          |
| 7.  | 6.       | Popplagið                                                            | performance à Reykjavik           | 15:47         |
| 8.  | 18.      | Á húsafelli                                                          | interlude à Húsafell              | 1:16          |
| 9.  | 24.      | Surtshellir                                                          | interlude à Húsafell              | 3:37          |
| 10. | 19.      | Church                                                               | interlude à Skógar                | 0:44          |
| 11. | 20.      | Museum                                                               | interlude à Skógar                | 2:00          |
| 12. | 7.       | Ágætis Byrjun                                                        | performance à Vík í Mýrdal        | 6:59          |
| 13. | 21.      | Þorrablót                                                            | interlude à Kirkjubæjarklaustur   | 1:44          |
| 14. | 25.      | Kvæðamannafélagið iðunn                                              | interlude à Kirkjubæjarklaustur   | 6:47          |
| 15. | 8.       | Á ferð til breiðafjarðar vorið 1922 (avec Steindór Andersen)         | performance à Kirkjubæjarklaustur | 6:03          |
| 16. | 26.      | Vaka                                                                 | performance à Snæfell             | 5:53          |
| 17. | 9.       | Dauðalagið                                                           | performance à Seyðisfjörður       | 13:13         |
| 18. | 10.      | Hoppípolla / Með blóðnasir                                           | performance à Ásbyrgi             | 7:16          |
| 19. | 11.      | Starálfur                                                            | performance à Álafoss             | 5:43          |
| 20. | 12.      | Vaka                                                                 | performance à Álafoss             | 5:24          |
| 21. | 13.      | Heima                                                                | performance à Álafoss             | 3:34          |
| 22. | 14.      | Von                                                                  | performance à Grímsnes            | 8:31          |
| 23. | 15.      | Samskeyti                                                            | performance à Grímsnes            | 5:23          |
| 24. | 22.      | Tour diary                                                           | Diaporama commenté                | 9:19          |
| 25. | 23.      | Crédits                                                              |                                   | 4:05          |
|     |          | E-bow (uniquement dans la version téléchargement)                    |                                   |               |
|     |          | Gong (uniquement dans la version téléchargement)                     |                                   |               |
|     |          | Hafsól (uniquement dans la version téléchargement)                   |                                   |               |
|     |          | Ný batterí (uniquement dans la version téléchargement)               |                                   |               |
|     |          | Viðrar vel til loftárása (uniquement dans la version téléchargement) |                                   |               |
|     |          |                                                                      | DVD : Téléchargement :            | 152:00 172:00 |

Le N° est le sens de lecture par défaut

## Supports
- Double DVD
  - DVD 1 : Heima
    - dialogues en anglais et en islandais sous-titré 8 langues dont le français
    - commentaire audio optionnel du producteur et manager John Best en anglais non sous-titré

  - DVD 2 : Performances et Extras
    - dialogues en islandais sous-titré anglais

  - un livret de 8 pages
- Double DVD édition limitée
  - DVD 1 : Heima
    - dialogues en anglais et en islandais sous-titré 8 langues dont le français
    - commentaire audio optionnel du producteur et manager John Best en anglais non sous-titré

  - DVD 2 : Performances et Extras
    - dialogues en islandais sous-titré anglais

  - un livre de 116 pages
- Téléchargement
  - Heima en haute définition
    - 720p format quicktime

  - Performances et Extras + 5 performances non présentes dans le DVD
    - 720 x 405 format quicktime

Les éditions DVD sont assez mal réalisées d'un point de vue technique, sous-titres très pixelisés, macroblocs de compression visibles, et le second DVD est bâclé, les chapitres sont dans le désordre et le chapitre 16 correspond au menu.[réf. souhaitée]

## Dates de la tournée
Été 2006 :
- 24 juillet concert à la salle des fêtes de la mairie d'Ólafsvík.
- 25 juillet à Selárdalur.
- 26 juillet concert à Ísafjörður.
- 27 juillet concert à la conserverie de poissons désaffectée de Djúpavík.
- 28 juillet à Háls dans la vallée Öxnadalur.
- 30 juillet concert au parc klambratún à Reykjavik devant 25 000 personnes.
- 1er août à Kirkjubæjarklaustur.
- 3 août au matin concert acoustique près du site de construction du barrage hydroélectrique de Kárahnjúka près du volcan Snæfellskála pour soutenir les militants écologistes protestant contre la centrale.
- 3 août au soir concert à Seyðisfjörður.
- 4 août concert à Ásbyrgi.